# Tour de France 2014/2. Etappe
Die 2. Etappe der Tour de France 2014 fand am 6. Juli 2014 statt und führte von York über 201 km nach Sheffield. Im Verlauf der Etappe gab es einen Zwischensprint sowie eine Bergwertung der zweiten Kategorie, fünf Wertungen der dritten sowie drei Wertungen der vierten Kategorie. Damit zählte die zweite Etappe als Mittelgebirgsetappe, es gingen 197 Fahrer an den Start.

## Rennverlauf
Bereits kurz nach dem Start bildete sich eine sechsköpfige Ausreißergruppe, darunter Blel Kadri (ALM). Nach zwölf Kilometern schloss Bart De Clercq (LTB) zur Spitzengruppe auf, die etwa 2:30 min Vorsprung auf das Hauptfeld hatte. Die erste Bergwertung sicherte sich Cyril Lemoine (COF) und errang damit einen Punkt in der Wertung um das Gepunktete Trikot. Bei Rennkilometer 50 hatte das Hauptfeld einen Rückstand von etwa vier Minuten auf die sieben führenden Fahrer. Den folgenden Zwischensprint bei Kilometer 68 gewann Blel Kadri. Er sicherte sich 20 Punkte für die Sprintwertung. Kurz vor der zweiten Bergwertung und dem höchsten Punkt der Etappe attackierte der Franzose Perrig Quéméneur (EUC) aus der Spitzengruppe und erreichte als Erster die Wertung mit zwei Punkten. Das Hauptfeld lag an der Wertung 3:20 min zurück. Die dritte Bergwertung nach 112 km sicherte sich wieder Cyril Lemoine vor David de la Cruz (TNE). Beide Fahrer erreichten auch den Anstieg von Greetland als Erste.
Im Hauptfeld wurde nun das Tempo durch Tinkoff-Saxo verschärft. Die Ausreißer lagen 80 Kilometer vor dem Ziel nur noch etwa eine Minute vor dem Peloton. Am Anstieg von Holme Moss hatten die sieben Führenden nur noch etwa 20 Sekunden Vorsprung. Aus dieser Situation heraus attackierte Blel Kadri, ihm folgten Cyril Lemoine und Armindo Fonseca (BSE). Kadri lässt jedoch beide hinter sich. Bald darauf schloss Thomas Voeckler (EUC) nach einer Attacke aus dem Hauptfeld heraus zu ihm auf. Dort machte nun die Sky-Mannschaft um Vorjahressieger Chris Froome die Tempoarbeit. Vor der Bergwertung fiel Voeckler jedoch wieder hinter Kadri zurück, der erneut allein im Führung lag. Hinter ihm hatte sich nun eine fünfköpfige Verfolgergruppe, unter anderem mit Voeckler, gebildet. Diese lag etwa 30 Sekunden hinter dem Franzosen, das Hauptfeld 1:10 min hinter ihm. Im Peloton machten nun zunächst die Teams Cannondale um Peter Sagan als auch Tinkoff-Saxo um Alberto Contador Druck. Durch die Tempoverschärfung wurde die Verfolgergruppe 37 Kilometer vor dem Ziel eingeholt, wenig später war auch Kadri gestellt.
Das Feld zerfiel am Anstieg von Midhopestones deutlich: vorn gaben der Amerikaner Andrew Talansky und der Niederländer Tom Slagter aus der Garmin-Sharp-Mannschaft das Tempo an, die Spitzengruppe umfasste 24 Fahrer. Slagter holte vor Talansky die Bergwertung. Nach dem Anstieg fand das Hauptfeld wieder zusammen. Die nächste Bergwertung holte sich Andrij Hrywko (AST) aus der Ukraine. In der folgenden Abfahrt attackierten die Franzosen Jean-Christophe Péraud (ALM) und Pierre Rolland (EUC) und fuhren einen kleinen Vorsprung von etwa 15 Sekunden heraus. Péraud fiel wenig später zurück, nun war Rolland allein an der Spitze. Acht Kilometer vor dem Ziel wurde er vom Peloton eingeholt, in dem Cannondale das Tempo machte.
Der letzte Anstieg von Jenkin Road führte dann das Rennergebnis herbei: zunächst versuchte Froome, sich abzusetzen, später war Sagan wieder vorn. Zwei Kilometer vor dem Ziel konnte sich Vincenzo Nibali (AST) absetzen und etwa 100 Meter Vorsprung herausfahren. Er rettete zwei Sekunden über die Ziellinie und sicherte sich damit sowohl den Etappensieg als auch die Gesamtführung, die er von Marcel Kittel übernahm. Cyril Lemoine wurde neuer Träger des Gepunkteten Trikots, Peter Sagan übernahm das Grüne Trikot von Marcel Kittel.

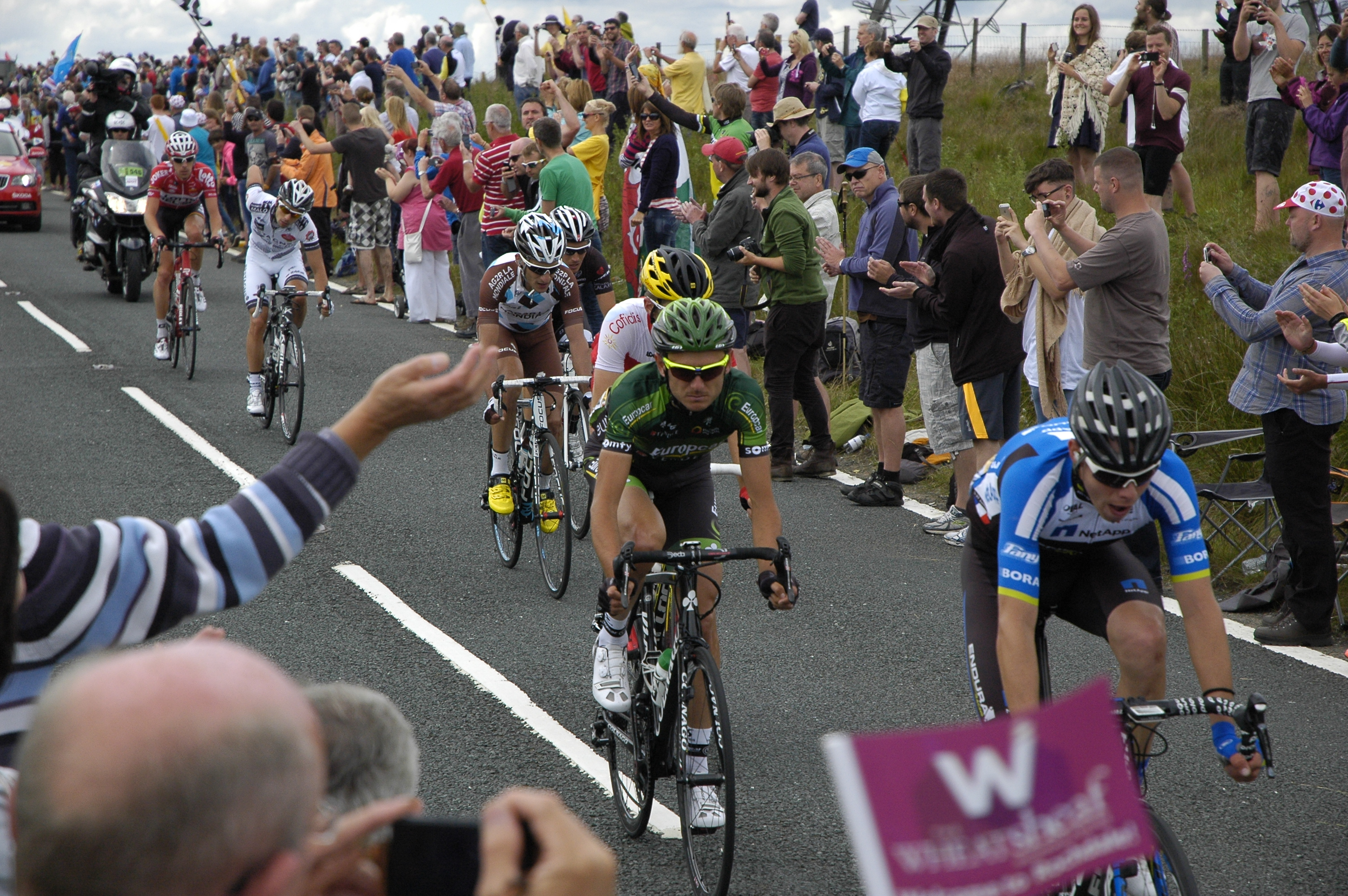
Die Führungsgruppe bei Littleborough
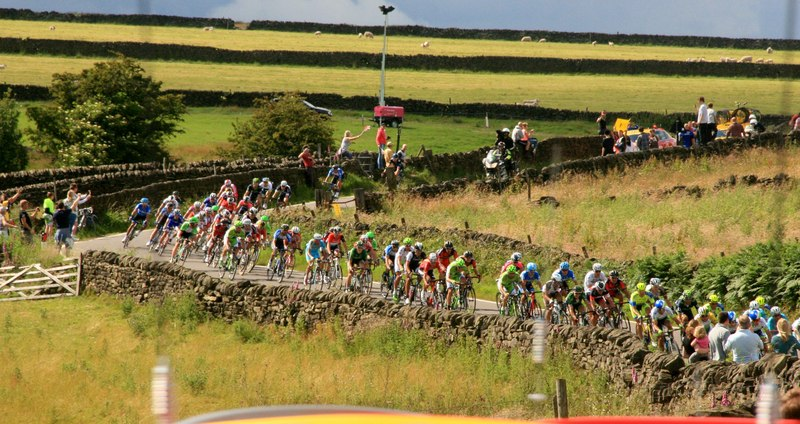
Das Hauptfeld bei High Bradfield
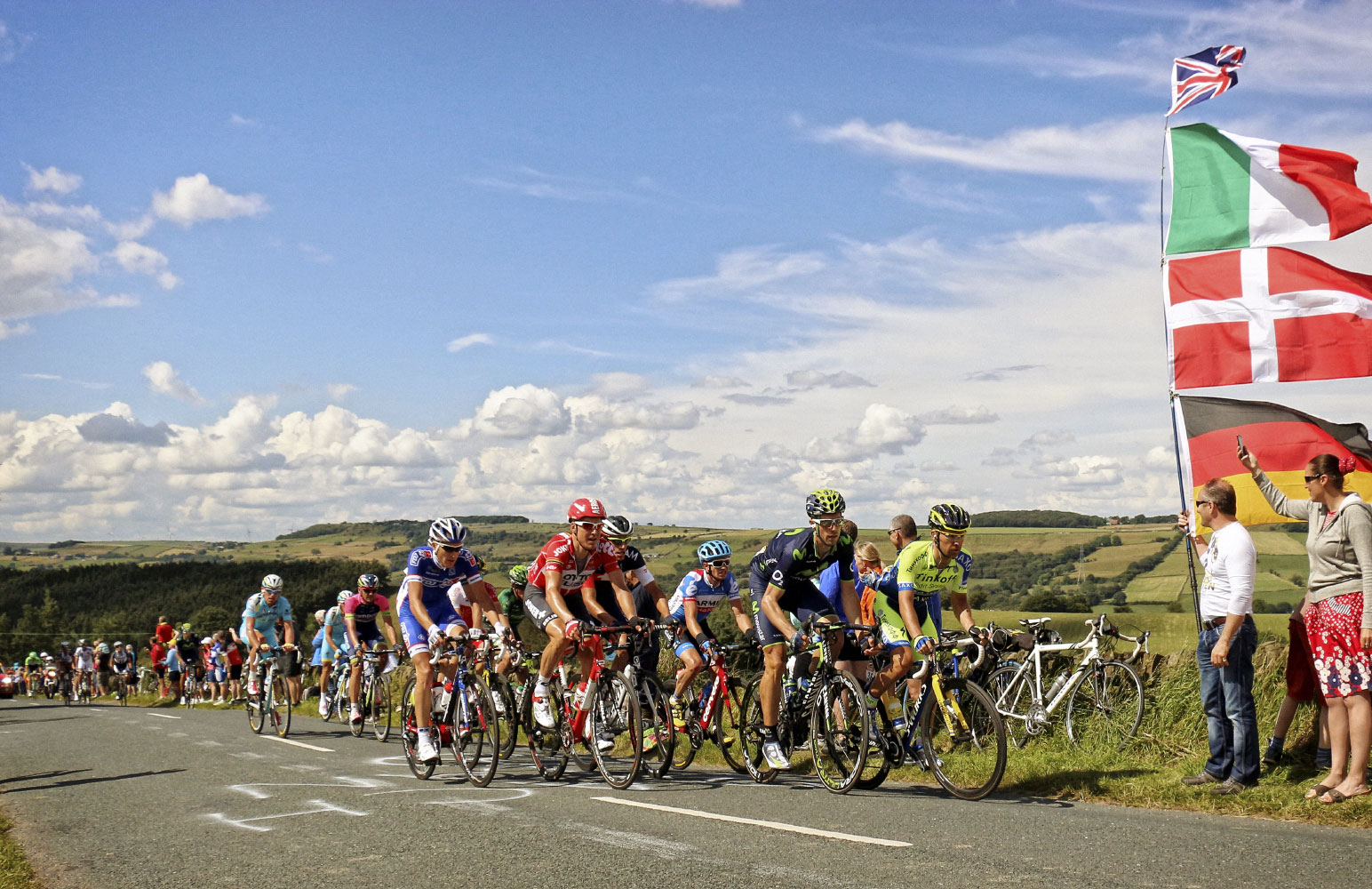
Die ersten Fahrer erreichen den Anstieg von Midhopestones

## Aufgaben
- Mark Cavendish (OPQ): nicht zur Etappe angetreten
- Sacha Modolo (LAM): Aufgabe während der Etappe

## Punktewertungen
| Zwischensprint in Keighley nach 68,5 km auf 86 m ASL |                    |                          |         |
| 1.                                                   | Frankreich         | Blel Kadri (ALM)         | 20 Pkt. |
| 2.                                                   | Spanien            | David de la Cruz (TNE)   | 17 Pkt. |
| 3.                                                   | Frankreich         | Perrig Quéméneur (EUC)   | 15 Pkt. |
| 4.                                                   | Vereinigte Staaten | Matthew Busche (TFR)     | 13 Pkt. |
| 5.                                                   | Frankreich         | Armindo Fonseca (BSE)    | 11 Pkt. |
| 6.                                                   | Belgien            | Bart De Clercq (LTB)     | 10 Pkt. |
| 7.                                                   | Frankreich         | Cyril Lemoine (COF)      | 9 Pkt.  |
| 8.                                                   | Frankreich         | Bryan Coquard (EUC)      | 8 Pkt.  |
| 9.                                                   | Norwegen           | Alexander Kristoff (KAT) | 7 Pkt.  |
| 10.                                                  | Deutschland        | André Greipel (LTB)      | 6 Pkt.  |
| 11.                                                  | Slowakei           | Peter Sagan (CAN)        | 5 Pkt.  |
| 12.                                                  | Frankreich         | Kévin Réza (EUC)         | 4 Pkt.  |
| 13.                                                  | Russland           | Alexander Porsew (KAT)   | 3 Pkt.  |
| 14.                                                  | Italien            | Elia Viviani (CAN)       | 2 Pkt.  |
| 15.                                                  | Italien            | Fabio Sabatini (CAN)     | 1 Pkt.  |

| Etappenziel in Sheffield nach 201,0 km auf 45 m ASL |                    |                             |         |
| 1.                                                  | Italien            | Vincenzo Nibali (AST)       | 30 Pkt. |
| 2.                                                  | Belgien            | Greg Van Avermaet (BMC)     | 25 Pkt. |
| 3.                                                  | Polen              | Michał Kwiatkowski (OPQ)    | 22 Pkt. |
| 4.                                                  | Slowakei           | Peter Sagan (CAN)           | 19 Pkt. |
| 5.                                                  | Frankreich         | Tony Gallopin (LTB)         | 17 Pkt. |
| 6.                                                  | Schweiz            | Michael Albasini (OGE)      | 15 Pkt. |
| 7.                                                  | Vereinigte Staaten | Andrew Talansky (GRS)       | 13 Pkt. |
| 8.                                                  | Niederlande        | Bauke Mollema (BEL)         | 11 Pkt. |
| 9.                                                  | Vereinigte Staaten | Tejay van Garderen (BMC)    | 9 Pkt.  |
| 10.                                                 | Frankreich         | Romain Bardet (ALM)         | 7 Pkt.  |
| 11.                                                 | Belgien            | Jurgen Van Den Broeck (LTB) | 6 Pkt.  |
| 12.                                                 | Danemark           | Jakob Fuglsang (AST)        | 5 Pkt.  |
| 13.                                                 | Spanien            | Alberto Contador (TCS)      | 4 Pkt.  |
| 14.                                                 | Portugal           | Rui Costa (LAM)             | 3 Pkt.  |
| 15.                                                 | Spanien            | Haimar Zubeldia (TFR)       | 2 Pkt.  |

## Bergwertungen
| Blubberhouses Kategorie 4 nach 47,0 km auf 301 m ASL 1,8 km bei 6,1 % |            |                     |        |
| 1.                                                                    | Frankreich | Cyril Lemoine (COF) | 1 Pkt. |

| Oxenhope Kategorie 3 nach 85,0 km auf 431 m ASL 3,1 km bei 6,4 % |            |                        |        |
| 1.                                                               | Frankreich | Perrig Quéméneur (EUC) | 2 Pkt. |
| 2.                                                               | Frankreich | Cyril Lemoine (COF)    | 1 Pkt. |

| Ripponden Kategorie 3 nach 112,5 km auf 252 m ASL 1,3 km bei 8,6 % |            |                        |        |
| 1.                                                                 | Frankreich | Cyril Lemoine (COF)    | 2 Pkt. |
| 2.                                                                 | Spanien    | David de la Cruz (TNE) | 1 Pkt. |

| Greetland Kategorie 3 nach 119,5 km auf 200 m ASL 1,6 km bei 6,7 % |            |                        |        |
| 1.                                                                 | Frankreich | Cyril Lemoine (COF)    | 2 Pkt. |
| 2.                                                                 | Spanien    | David de la Cruz (TNE) | 1 Pkt. |

| Holme Moss Kategorie 2 nach 143,5 km auf 521 m ASL 4,7 km bei 7,0 % |             |                       |        |
| 1.                                                                  | Frankreich  | Blel Kadri (ALM)      | 5 Pkt. |
| 2.                                                                  | Frankreich  | Nicolas Edet (COF)    | 3 Pkt. |
| 3.                                                                  | Frankreich  | Thomas Voeckler (EUC) | 2 Pkt. |
| 4.                                                                  | Deutschland | Tony Martin (OPQ)     | 1 Pkt. |

| Midhopestones Kategorie 3 nach 167,0 km auf 341 m ASL 2,5 km bei 6,1 % |                    |                       |        |
| 1.                                                                     | Niederlande        | Tom Slagter (GRS)     | 2 Pkt. |
| 2.                                                                     | Vereinigte Staaten | Andrew Talansky (GRS) | 1 Pkt. |

| Bradfield Kategorie 4 nach 175,0 km auf 350 m ASL 1,0 km bei 7,4 % |         |                     |        |
| 1.                                                                 | Ukraine | Andrij Hrywko (AST) | 1 Pkt. |

| Oughtibridge Kategorie 3 nach 182,0 km auf 241 m ASL 1,5 km bei 9,1 % |            |                              |        |
| 1.                                                                    | Frankreich | Pierre Rolland (EUC)         | 2 Pkt. |
| 2.                                                                    | Frankreich | Jean-Christophe Péraud (ALM) | 1 Pkt. |

| Jenkin Road Kategorie 4 nach 196,0 km auf 132 m ASL 0,8 km bei 10,8 % |                        |                    |        |
| 1.                                                                    | Vereinigtes Konigreich | Chris Froome (SKY) | 1 Pkt. |